# Alstonville
Alstonville är en by i delstaten New South Wales i Australien. Folkmängden uppgick till 5 648 år 2011.

## Kommunikationer
Alstonville är beläggen på landsvägen Bruxner Highway.

## Befolkningsutveckling
Befolkningsutveckling i hela orten, inte bara tätorten.

### Befolkningsutvecklingskällor
- Australian Bureau of Statistics. ”2006 Census QuickStats: Alstonville (State Suburb)” (på engelska). http://www.censusdata.abs.gov.au/census_services/getproduct/census/2006/quickstat/SSC16047?opendocument&navpos=220. Läst 5 april 2012.
- Australian Bureau of Statistics. ”2011 Census QuickStats: Alstonville (State Suburb)” (på engelska). http://www.censusdata.abs.gov.au/census_services/getproduct/census/2011/quickstat/SSC10032?opendocument&navpos=220. Läst 3 augusti 2012.